# ベンジャミン・パース (小惑星)
ベンジャミン・パース (29463 Benjaminpeirce) は、小惑星帯に位置する小惑星。パオロ・G・コンバ (P. G. Comba) がアリゾナ州のプレスコットで発見した。
名前は、アメリカ合衆国の数学者であるベンジャミン・パースに因んで命名された。